# 前田長英
前田 長英（まえだ ながひで、生没年不詳）は、江戸時代の高家旗本。高家旗本前田長禧の長男。初名は長行。通称は靭負。
文化2年（1805年）9月3日、父長禧の死去により家督を相続する。表高家衆に列し、高家職に就くことはなかった。文化10年（1813年）7月26日隠居し、養子長粲（岩城隆恕の次男）に家督を譲る。